# USS Yorktown (CV-10)
O USS Yorktown (CV-10) é um porta-aviões da Marinha dos Estados Unidos, pertencente a Classe Essex.

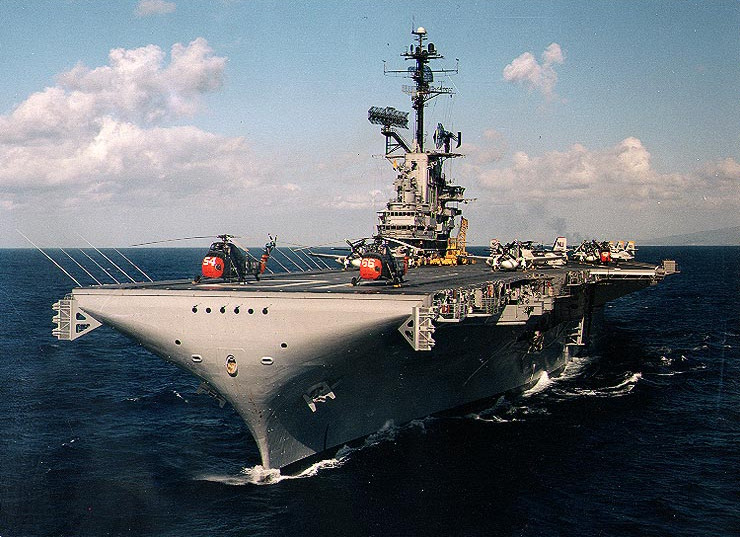
USS Yorktown (CV-10) 1960
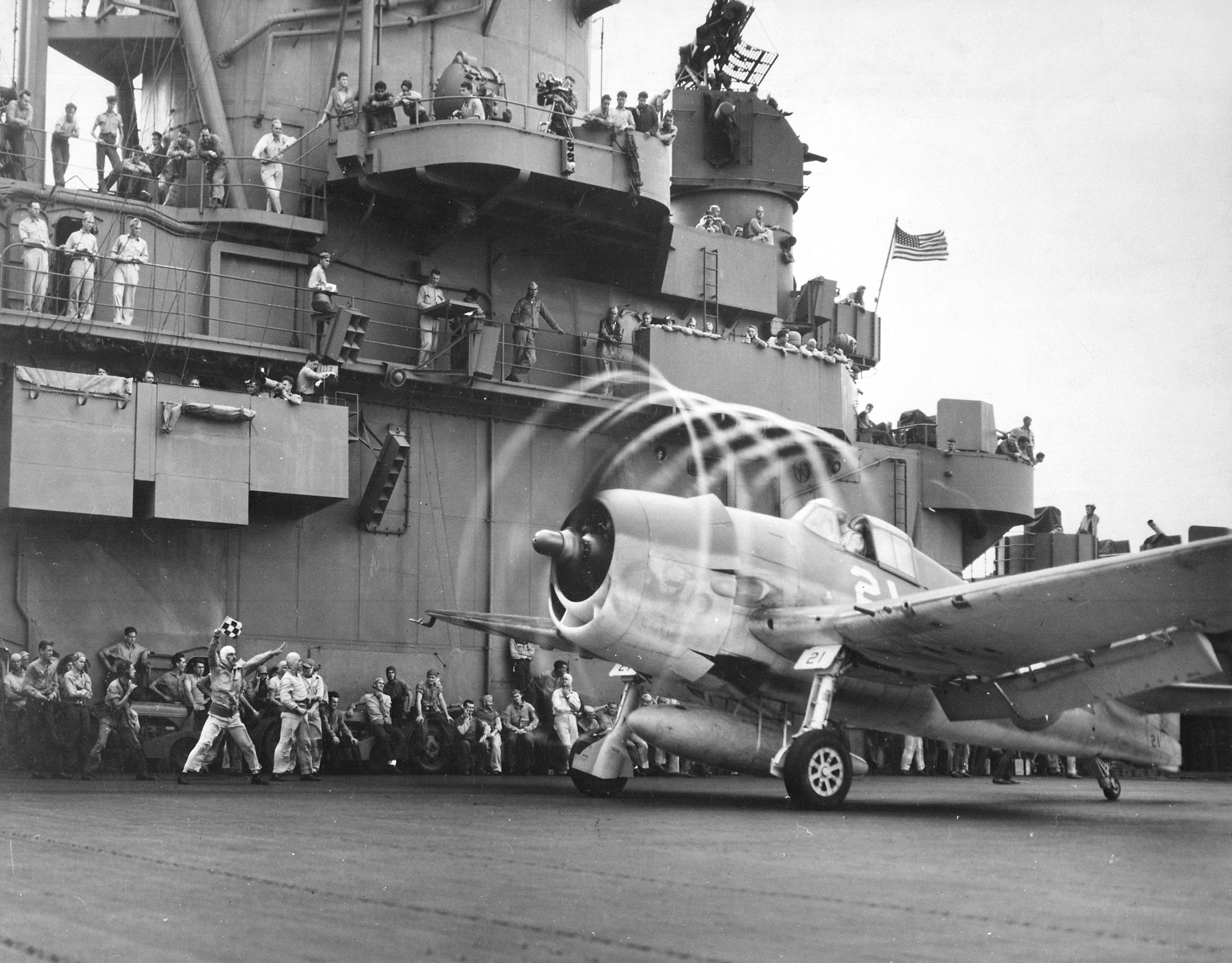
USS Yorktown (CV-10) 1943
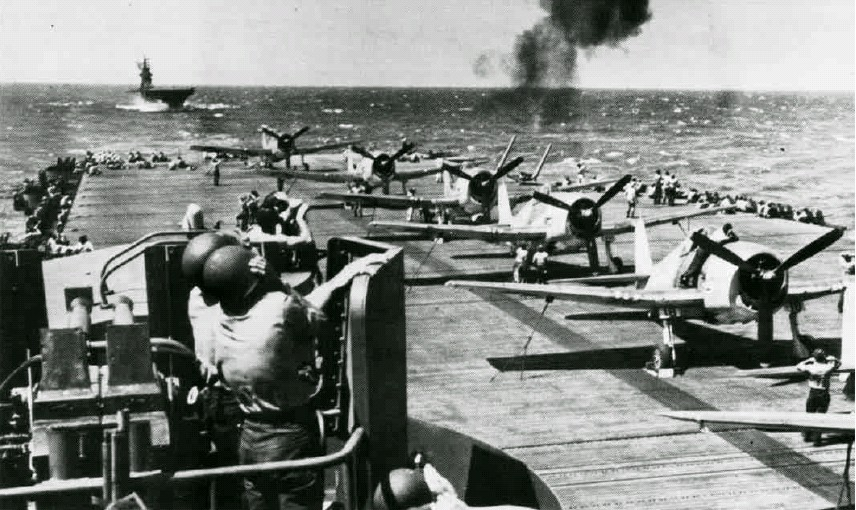
Vários F6F Hellcat no convés de voo do Yorktown em 1943.

## Honrarias e condecorações
|  |                                         |                                                       |
|  |                                         | Silver star · Silver star · Bronze star               |
|  |                                         | Bronze star · Bronze star                             |
|  | Bronze star · Bronze star · Bronze star | Bronze star · Bronze star · Bronze star · Bronze star |
|  |                                         |                                                       |
|  |                                         |                                                       |

| Nomenclatura das honrarias e condecorações                  | Nomenclatura das honrarias e condecorações                      | Nomenclatura das honrarias e condecorações                |
| ----------------------------------------------------------- | --------------------------------------------------------------- | --------------------------------------------------------- |
| Presidential Unit Citation \| Meritorious Unit Commendation |                                                                 |                                                           |
| China Service Medal                                         | American Campaign Medal                                         | Asiatic-Pacific Campaign Medal com 11 estrelas de serviço |
| World War II Victory Medal                                  | Navy Occupation Service Medal com distinção "ASIA"              | National Defense Service Medal com 2 estrelas de serviço  |
| Korean Service Medal                                        | Armed Forces Expeditionary Medal com 3 estrelas de serviço      | Vietnam Service Medal com 4 estrelas de serviço           |
| Philippine Presidential Unit Citation                       | Republic of Vietnam Meritorious Unit Citation (Gallantry Cross) | Philippine Liberation Medal                               |
| United Nations Korean Medal                                 | Republic of Korea War Service Medal                             | Republic of Vietnam Campaign Medal                        |